# الکساندر سوانیدزه

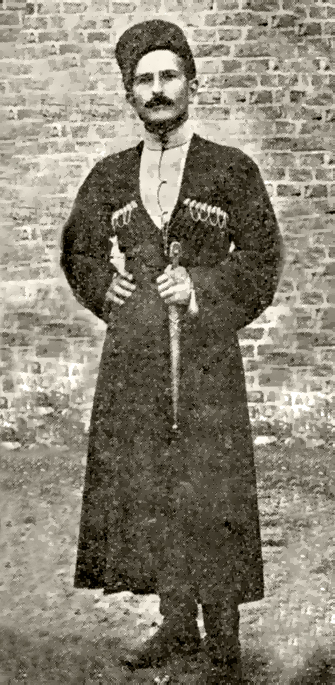
نگاره‌‌ای از الکساندر سوانیدزه در سال ۱۹۱۵

الکساندر سیمونوویچ الیوشا سوانیدزه (به گرجی: ალექსანდრე სვანიძე) (به روسی: Александр Семёнович Сванидзе) (زادهٔ ۱۸۸۶ - درگذشتهٔ ۲۰ اوت ۱۹۴۱) بلشویک قدیمی اهل گرجستان، سیاستمدار و تاریخ‌دان بود. او دوست شخصی و برادر زن همسر اول ژوزف استالین، کاتو بود. با این‌همه، او در طی پاکسازی بزرگ در سال ۱۹۳۷ دستگیر و در سال ۱۹۴۱ تیرباران شد.

## زندگی‌نامه
او در یک خانوانده ازناری  در یک روستای باجی در غرب گرجستان به دنیا آمد که بعدها جزئی از امپراتوری روسیه شد. او در تفلیس تحصیل کرد و سپس در ینا تحصیل را ادامه داد و در آن‌جا زبان آلمانی و انگلیسی فراگرفت و با تحقیقات تاریخی تمدن باستانی آشنا گشت.

## منبع
- ویکی پدیای انگلیسی